# Landtagswahlkreis Ehingen
Der Wahlkreis Ehingen (Wahlkreis 65) ist ein Landtagswahlkreis im Osten von Baden-Württemberg. Er umfasst die Gemeinden Allmendingen, Altheim, Altheim (Alb), Amstetten, Asselfingen, Ballendorf, Beimerstetten, Berghülen, Bernstadt, Blaubeuren, Börslingen, Breitingen, Dornstadt, Ehingen (Donau), Emeringen, Emerkingen, Griesingen, Grundsheim, Hausen am Bussen, Heroldstatt, Holzkirch, Laichingen, Langenau, Lauterach, Lonsee, Merklingen, Munderkingen, Neenstetten, Nellingen, Nerenstetten, Oberdischingen, Obermarchtal, Oberstadion, Öllingen, Öpfingen, Rammingen, Rechtenstein, Rottenacker, Schelklingen, Setzingen, Untermarchtal, Unterstadion, Unterwachingen, Weidenstetten, Westerheim und Westerstetten aus dem Alb-Donau-Kreis. 
Wahlberechtigt waren bei der Landtagswahl 2021 101.723 Einwohner des Wahlkreises.
Die Grenzen der Landtagswahlkreise wurden nach der Kreisgebietsreform von 1973 zur Landtagswahl 1976 grundlegend neu zugeschnitten und seitdem nur punktuell geändert. Änderungen, die den Wahlkreis Ehingen betrafen, gab es seitdem keine.

## Wahl 2021
Die Landtagswahl 2021 hatte folgendes Ergebnis:
| Direktkandidat        | Partei       | Stimmen in % | Landtagswahl 2016 Stimmen in % |
| --------------------- | ------------ | ------------ | ------------------------------ |
| Robert Jungwirth      | Grüne        | 29,5         | 27,6                           |
| Manuel Hagel          | CDU          | 35,9         | 36,2                           |
| Eugen Ciresa          | AfD          | 10,1         | 16,0                           |
| Alex Kübek-Fill       | SPD          | 7,0          | 9,1                            |
| Uli Walter            | FDP          | 8,2          | 6,5                            |
| David Rizzotto        | DIE LINKE    | 2,1          | 1,6                            |
| Barbara-Maria Fischer | ödp          | 0,9          | 1,1                            |
| Raimund Dismann       | Freie Wähler | 3,5          | –                              |
| Sascha Heuel          | dieBasis     | 1,1          | –                              |
| Rudolf Seidel         | KlimalisteBW | 0,7          | –                              |
| Kerstin Preusch       | WiR2020      | 1,0          | –                              |
| –                     | Sonstige     | –            | 1,9                            |

## Wahl 2016
Die Landtagswahl 2016 hatte folgendes Ergebnis:
| Direktkandidat      | Partei    | Stimmen in % | Landtagswahl 2011 Stimmen in % |
| ------------------- | --------- | ------------ | ------------------------------ |
| Manuel Hagel        | CDU       | 36,3         | 51,0                           |
| Friedrich Bohnacker | Grüne     | 27,6         | 19,2                           |
| Alex Kübek-Fill     | SPD       | 9,1          | 17,7                           |
| Uli Walter          | FDP       | 6,6          | 3,8                            |
| Daniel Rottmann     | AfD       | 15,9         | –                              |
| Roland Pokorny      | ALFA      | 0,9          | –                              |
| Helmut Jaschusch    | DIE LINKE | 1,6          | 2,0                            |
| Jörg Länge          | ödp       | 1,1          | 1,5                            |
| Peter Gensmantel    | REP       | 0,5          | 1,3                            |
| Rosemarie Walter    | NPD       | 0,6          | 1,0                            |
| –                   | Sonstige  | –            | –                              |

## Wahl 2011
Die Landtagswahl 2011 hatte folgendes Ergebnis:
| Direktkandidat         | Partei    | Stimmen in % | Landtagswahl 2006 Stimmen in % | Landtagswahl 2001 Stimmen in % |
| ---------------------- | --------- | ------------ | ------------------------------ | ------------------------------ |
| Karl Traub             | CDU       | 51,0         | 54,6                           | 53,5                           |
| Friedrich Bohnacker    | Grüne     | 19,2         | 10,6                           | 06,4                           |
| Alex Kübek             | SPD       | 17,7         | 19,3                           | 26,9                           |
| Annette Tschmarke      | FDP       | 03,8         | 08,3                           | 07,1                           |
| Enno Spannagel         | Piraten   | 02,5         | –                              | –                              |
| Eva-Maria Glathe-Braun | DIE LINKE | 02,0         | WASG: 2,5                      | –                              |
| Jörg Länge             | ödp       | 01,5         | 00,8                           | 00,9                           |
| Frank Scherdel         | REP       | 01,3         | 02,7                           | 04,4                           |
| Armin Schrott          | NPD       | 01,0         | 01,2                           | –                              |
| –                      | Sonstige  | –            | –                              | 00,7                           |

## Abgeordnete seit 1976
Bei den Landtagswahlen in Baden-Württemberg hat jeder Wähler nur eine Stimme, mit der sowohl der Direktkandidat als auch die Gesamtzahl der Sitze einer Partei im Landtag ermittelt werden. Dabei gibt es keine Landes- oder Bezirkslisten, stattdessen werden zur Herstellung des Verhältnisausgleichs unterlegenen Wahlkreisbewerbern Zweitmandate zugeteilt.
Der Wahlkreis Ehingen wurde seit 1976 jeweils nur durch einen direkt gewählten Abgeordneten der CDU im Landtag vertreten, von 2016 bis 2021 auch von einem Abgeordneten der AfD.
| Partei | Art des Mandats | Gewählte                                                                                               |
| ------ | --------------- | --- |
| CDU    | Erstmandat      | Ventur Schöttle 1976, 1980, 1984, 1988, 1992 Karl Traub 1996, 2001, 2006, 2011 Manuel Hagel 2016, 2021 |
| AfD    | Zweitmandat     | Daniel Rottmann 2016                                                                                   |